# 舍夫琴科韋 (丘胡伊夫區)
50°9′48″N 37°2′25″E / 50.16333°N 37.04028°E
舍夫琴科韋（烏克蘭語：Шевченкове）是位於烏克蘭東部的村莊，由哈爾科夫州丘胡伊夫区的沃夫昌斯克市鎮負責管轄。該村距離尤爾琴科韋4公里，始建於1780年，面積0.01平方公里，海拔高度127米，2001年人口160。